# Mahamat Idriss
Mahamat Idriss (N'Djamena, 17 luglio 1942 – 3 ottobre 1987) è stato un altista ciadiano.

## Biografia
Nato nell'allora Africa Equatoriale Francese, fu due volte campione nazionale di Francia (nel 1960 e nel 1961) e partecipò alle Olimpiadi di Roma 1960: dopo aver superato la quota di qualificazione di 2,00 m al terzo e ultimo tentativo, si classificò dodicesimo in finale con la misura di 2,03 m.
Dopo l'indipendenza del suo paese, partecipò in rappresentanza del Ciad ad altre due rassegne olimpiche: a Tokyo 1964, dove giunse nono, e a Città del Messico 1968, dove mancò l'accesso alla finale.
Nelle graduatorie mondiali annuali di Track and Field News, Idriss figura al nono posto nel 1961, decimo nel 1964 e ottavo nel 1966. In quest'ultimo anno stabilì il suo primato personale saltando 2,17 m. Tale misura costituisce tuttora (2020) il record nazionale ciadiano.

## Palmarès
| Anno | Manifestazione  | Sede              | Evento        | Risultato   | Prestazione | Note  |
| ---- | --------------- | ----------------- | ------------- | ----------- | ----------- | ----- |
| 1960 | Giochi olimpici | Roma              | Salto in alto | 12º         | 2,03 m      | [ 2 ] |
| 1964 | Giochi olimpici | Tokyo             | Salto in alto | 9º          | 2,09 m      | [ 3 ] |
| 1968 | Giochi olimpici | Città del Messico | Salto in alto | 21º (qual.) |             | [ 4 ] |